# Lan Yu (film)
Lan Yu (chiń. 蓝宇, Lán Yǔ) – hongkońsko-chiński melodramat z 2001 roku w reżyserii Stanleya Kwana.